# Bickerton, Cheshire
Bickerton är en ort och civil parish  i Storbritannien.   Den ligger i kommunen Cheshire East i riksdelen England, i den södra delen av landet, 250 km nordväst om huvudstaden London. Antalet invånare är 278.